# Kepler-30
 (juin 2025).
Désignations
Kepler-30 est une étoile située dans la constellation de la Lyre, à environ 914,22 parsecs de la Terre.

## Caractéristiques physiques
Sa température effective est d'environ 5498 K.
Sa masse est estimée à 0,99 fois celle du Soleil.
Son rayon est d'environ 0,95 fois celui du Soleil.
Sa luminosité est d'environ 0,58 fois celle du Soleil.

## Observation
Ses coordonnées célestes sont : ascension droite 19h 01m 08,08s, déclinaison +38° 56′ 50,15″.

## Système planétaire
| Planète     | Masse   | Demi-grand axe (ua) | Période orbitale (jours) | Excentricité | Inclinaison | Rayon   |
| ----------- | ------- | ------------------- | ------------------------ | ------------ | ----------- | ------- |
| Kepler-30 b | 0,04 MJ | 0,18                | 29,33                    | 0,042        | 90,18°      | 0,35 RJ |
| Kepler-30 c | 2,01 MJ | 0,30                | 60,32                    | 0,011        | 90,32°      | 1,10 RJ |
| Kepler-30 d | 0,07 MJ | 0,50                | 143,34                   | 0,022        | 89,84°      | 0,79 RJ |